# Jaime Jiménez Ramírez
Jaime Jiménez Ramírez (n. 1952) es un botánico y profesor mexicano que desarrolla su actividad académica en el Departamento de Biología Comparada de la Facultad de Ciencias, en la Universidad Nacional Autónoma de México.

## Algunas publicaciones
- jaime Jiménez Ramírez, ramiro cruz Durán, karla vega Flores. 2008. Prockia oaxacana (Salicaceae), una Especie Nueva del Estado de Oaxaca, México.

- --------------------------------, lourdes Teresa Agredano-Moreno, maría de lourdes Segura-Valdéz, luis felipe Jiménez-García. 2002. Lacandonia granules are present in Ginkgo biloba cell nuclei. Biology of the Cell 94 : 511–518

- La abreviatura «J.Jiménez Ram.» se emplea para indicar a Jaime Jiménez Ramírez como autoridad en la descripción y clasificación científica de los vegetales.[2]